# Conospermum unilaterale
Conospermum unilaterale är en tvåhjärtbladig växtart som beskrevs av E.M. Bennett. Conospermum unilaterale ingår i släktet Conospermum och familjen Proteaceae. Inga underarter finns listade i Catalogue of Life.